# A Way Out
A Way Out – kooperacyjna trzecioosobowa przygodowa gra akcji wyprodukowana przez studio Hazelight Studios na komputery osobiste z systemem Microsoft Windows oraz na konsole PlayStation 4 i Xbox One. Fabuła opowiada o dwóch więźniach, którzy próbują uciec z więzienia i zemścić się na swoich wrogach. Gra została wydana przez Electronic Arts 23 marca 2018.

## Fabuła
Fabuła A Way Out opowiada o losach dwóch więźniów – Leo i Vincenta – o odmiennych osobowościach. Pierwszy z uciekinierów lubi ryzykować i rozwiązywać problemy siłowo, natomiast drugi preferuje przemyślane rozwiązywanie problemów i stara się unikać konfliktowych sytuacji. Podczas pobytu w zakładzie karnym bohaterowie spotykają się, zaprzyjaźniają i próbują wspólnie uciec z więzienia. Następnie próbują spotkać się z rodziną i zemścić się na ludziach, którzy odpowiedzialni są za ich skazanie.

## Rozgrywka
A Way Out to trzecioosobowa kooperacyjna przygodowa gra akcji przeznaczona dla dwóch graczy. Twórcy nie przewidzieli możliwości gry jednoosobowej i nie zaimplementowali sztucznej inteligencji dla głównych bohaterów. Rozgrywkę można prowadzić lokalnie (podzielony ekran w sytuacjach, gdy bohaterowie nie znajdują się blisko siebie) przy jednym komputerze bądź konsoli oraz przez Internet. Gracze wcielają się w Vincenta i Leo. Bohaterowie potrafią m.in.: chodzić, biegać, kucać, skradać się, skakać, wspinać się, prowadzić pojazdy, walczyć wręcz oraz strzelać z broni. Wiele z etapów gry można rozegrać na dwa sposoby odpowiadające charakterom bohaterów – agresywny lub przemyślany. W grze zawarto wiele sekwencji quick time event oraz minigier.

## Produkcja
Podczas The Game Awards 2014 Electronic Arts ujawniło, że studio Hazelight Studios pracuje nad swoim pierwszym projektem. Ogłoszono wtedy, że nad grupą pracują ludzie odpowiedzialni za produkcję Brothers: A Tale of Two Sons. Pokazano także film przedstawiający pracowników, plany studia oraz teaser produkcji. Nie ujawniono natomiast tytułu, gatunku oraz fabuły. Podczas E3 (2017) Electronic Arts zapowiedziało A Way Out oraz zaprezentowało zwiastun produkcji. Pod koniec 2017 roku ogłoszono, że gra będzie miała swoją premierę 23 marca 2018. Pod koniec lutego 2018 roku reżyser gry Josef Fares za pośrednictwem serwisu Twitter poinformował, że gra osiągnęła „złoty status“, tzn. zakończono prace nad produkcją.

## Odbiór
A Way Out zebrało bardzo dobre recenzje uzyskując w agregatorach GameRankings oraz Metacritic średnie ocen od 78,33% do 81% w zależności od platformy.
W ciągu nieco ponad dwóch tygodni od premiery A Way Out sprzedano ponad milion kopii gry.